# Danh sách quốc gia châu Á theo GDP danh nghĩa 2012

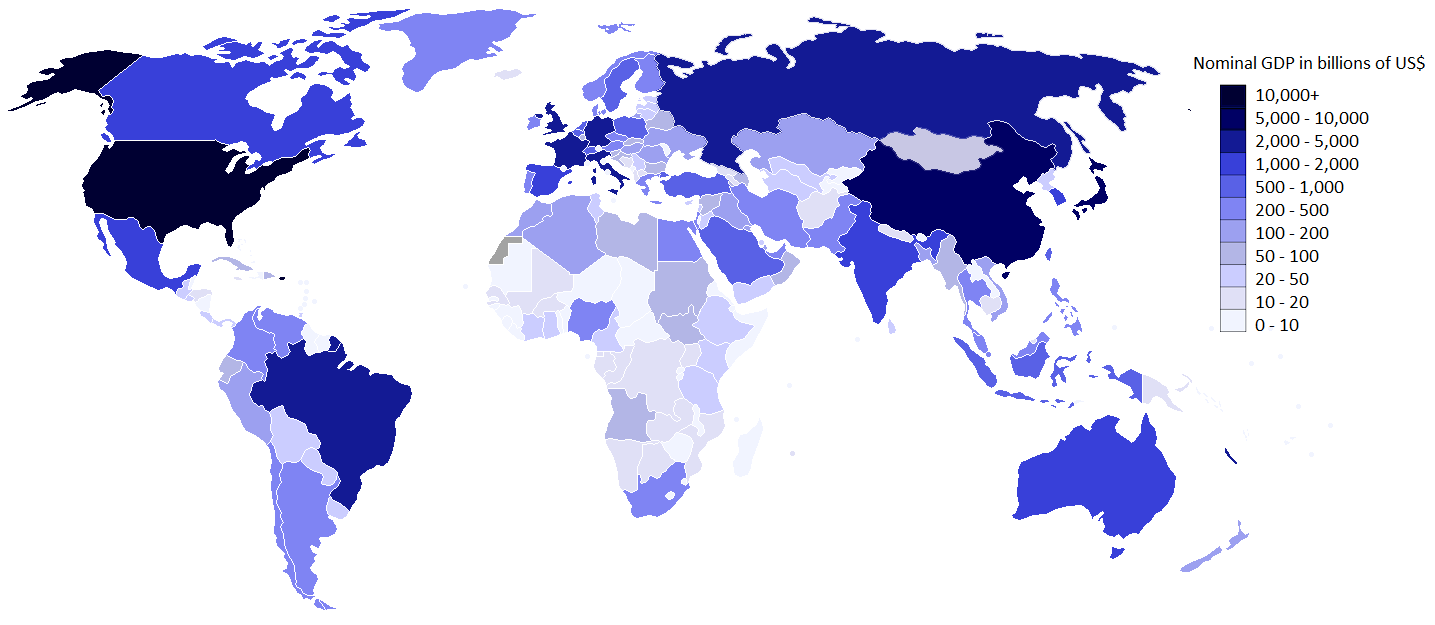
Các quốc gia theo GDP danh nghĩa 2012 được công bố bởi CIA Factbook.

Danh sách các quốc gia châu Á theo GDP danh nghĩa năm 2012 là một bảng thống kê về GDP danh nghĩa năm 2012 của 51 quốc gia và vùng lãnh thổ châu Á, ngoài 48 quốc gia độc lập là thành viên của Liên Hợp Quốc, còn bao gồm các vùng lãnh thổ: Đài Loan, Hong Kong và Ma Cao và Palestine. Bảng dữ liệu được trích nguồn từ danh sách công bố bởi tổ chức Quỹ tiền tệ Quốc tế - IMF năm 2012, những dữ liệu còn thiếu được bổ sung từ nguồn CIA Wolrd Facebook hay Ngân hàng Thế giới - WB, Liên Hợp Quốc cùng năm.
Danh sách không có thống kê dữ liệu của các lãnh thổ ly khai như: Nam Ossetia, Nagorno-Karabakh, Abkhazia và Bắc Síp.
| STT | Quốc gia                             | GDP danh nghĩa (triệu USD) | Tỉ lệ GDP (danh nghĩa) 2012 so với Việt Nam (%) | Tỉ lệ GDP (danh nghĩa) 2012 so với Thế giới (%) |
| --- | ------------------------------------ | -------------------------- | ----------------------------------------------- | ----------------------------------------------- |
| 1   | Trung Quốc                           | 8.221.015                  | 5.284,62                                        | 11,39                                           |
| 2   | Nhật Bản                             | 5.960.269                  | 3.831,37                                        | 8,26                                            |
| 3   | Ấn Độ                                | 1.841.717                  | 1.183,89                                        | 2,55                                            |
| 4   | Hàn Quốc                             | 1.129.598                  | 726,13                                          | 1,57                                            |
| 5   | Thổ Nhĩ Kỳ                           | 788.299                    | 506,73                                          | 1,09                                            |
| 6   | Indonesia                            | 878.536                    | 564,74                                          | 1,22                                            |
| 7   | Ả Rập Saudi                          | 711.050                    | 457,076                                         | 0,99                                            |
| 8   | Iran                                 | 548.060                    | 352,30                                          | 0,76                                            |
| 9   | Đài Loan                             | 474.149                    | 304,79                                          | 0,66                                            |
| 10  | Các tiểu vương quốc Ả Rập thống nhất | 383.799                    | 246,71                                          | 0,53                                            |
| 11  | Thái Lan                             | 365.966                    | 235,25                                          | 0,51                                            |
| 12  | Malaysia                             | 303.726                    | 195,24                                          | 0,42                                            |
| 13  | Singapore                            | 276,520                    | 177,75                                          | 0,38                                            |
| 14  | Hong Kong                            | 263.259                    | 169,23                                          | 0,37                                            |
| 15  | Israel                               | 257.480                    | 165,51                                          | 0,36                                            |
| 16  | Philippines                          | 250.182                    | 160,82                                          | 0,35                                            |
| 17  | Pakistan                             | 225.558                    | 144,99                                          | 0,31                                            |
| 18  | Iraq                                 | 212.501                    | 136,60                                          | 0,30                                            |
| 19  | Kazakhstan                           | 202.656                    | 130,27                                          | 0,28                                            |
| 20  | Qatar                                | 192.402                    | 123,68                                          | 0,27                                            |
| 21  | Kuwait                               | 184.540                    | 118,63                                          | 0,26                                            |
| 22  | Việt Nam                             | 155.565                    | 100,00                                          | 0,22                                            |
| 23  | Bangladesh                           | 122.980                    | 79,05                                           | 0,17                                            |
| 24  | Oman                                 | 78.290                     | 50,33                                           | 0,11                                            |
| 25  | Syria                                | 73.672                     | 47,36                                           | 0,10                                            |
| 26  | Azerbaijan                           | 68.804                     | 44,23                                           | 0,10                                            |
| 27  | Sri Lanka                            | 59.408                     | 38,19                                           | 0,08                                            |
| 28  | Myanmar                              | 55.273                     | 35,53                                           | 0,08                                            |
| 29  | Uzbekistan                           | 51.115                     | 32,86                                           | 0,07                                            |
| 30  | Macau                                | 43.582                     | 28,02                                           | 0,06                                            |
| 31  | Lebanon                              | 41.343                     | 26,58                                           | 0,06                                            |
| 32  | Yemen                                | 35.381                     | 22,74                                           | 0,05                                            |
| 33  | Turkmenistan                         | 35.164                     | 22,60                                           | 0,05                                            |
| 34  | Jordan                               | 31.209                     | 20,06                                           | 0,04                                            |
| 35  | Bahrain                              | 27.117                     | 17,43                                           | 0,04                                            |
| 36  | Síp                                  | 23.005                     | 14,79                                           | 0,03                                            |
| 37  | Afghanistan                          | 20.291                     | 13,04                                           |                                                 |
| 38  | Nepal                                | 18.958                     | 12,19                                           |                                                 |
| 39  | Brunei                               | 16.952                     | 10,90                                           |                                                 |
| 40  | Gruzia                               | 15.830                     | 10,18                                           |                                                 |
| 41  | CHDCND Triều Tiên                    | 14.411                     | 9,26                                            |                                                 |
| 42  | Cambodia                             | 14.118                     | 9,08                                            |                                                 |
| 43  | Mông Cổ                              | 10.258                     | 6,59                                            |                                                 |
| 44  | Palestine                            | 10.225                     | 6,57                                            |                                                 |
| 45  | Armenia                              | 9.910                      | 6,37                                            |                                                 |
| 46  | Lào                                  | 9.171                      | 5,90                                            |                                                 |
| 47  | Tajikistan                           | 7.295                      | 4,88                                            |                                                 |
| 48  | Kyrgyzstan                           | 6.473                      | 4,16                                            |                                                 |
| 49  | Đông Timor                           | 6.300                      | 4,05                                            |                                                 |
| 50  | Bhutan                               | 2.166                      | 1,39                                            |                                                 |
| 51  | Maldives                             | 2.105                      | 1,35                                            |                                                 |